# 城市交響曲
城市交響曲（Urban Symphony）是一支來自愛沙尼亞的音樂團體。她們曾經代表愛沙尼亞參加2009年歐洲歌唱大賽 ，以歌曲《Rändajad》得到了第六名（總得分129點），是愛沙尼亞自2002年歐洲歌唱大賽之後得到最好的成績。

## 團體組成
2007年的秋天，Sandra Nurmsalu參加了國內兩年舉辦一次的歌唱競賽節目，稱為“2 takti ette”，由愛沙尼亞電視台（Eesti Televisioon，縮寫ETV，現已與Eesti Raadio合併成ERR）負責籌劃並進行撥出。在一週的比賽期間，參賽者們被給予了一項任務，必須自己組成一支樂團並且要成功地完成一場表演。Sandra想到自己曾經在Georg Ots音樂學校裡演出過《Nothing Else Matters》，這是英國歌手Lucie Silvas翻唱自一首由美國知名樂團金屬製品（Metallica）創作的歌曲。利用提琴等聲學樂器演奏來翻唱出風格迥異的歌曲，這樣的點子在Sandra的腦海裡浮現。Sandra回到學校裡，找到在那裏認識的中提琴手Mann Helstein，大提琴手Johanna Mängel，還有一個女低音提琴手和一個男鍵盤手來組成樂團。這次她們選擇了英國樂團Kosheen的《Hungry》，經過重新編曲後成功經過電視演出。在電視歌唱競賽結束後，Sandra、Mann和Johanna決定繼續待在一起，同時Johanna又為樂團帶來一個新成員—Mari Möldre。就在不久後，愛沙尼亞的知名音樂製作人Sven Lõhmus邀請她們加入自己的事業。她們在錄音室錄製的第一首單曲《Rändajad》參加音樂比賽節目“Eesti laul”，這節目等同於是“歐洲歌唱大賽”的國內資格賽。為了比賽的演出，又另外找來了Marilin Kongo和Mirjam Mesak兩個人擔任和聲。

## 音樂風格
這幾個年輕的女孩有給予自己選擇的機會，重新開始定向她們的音樂應有的風格。最後她們一致認為Urban Symphony的音樂應該要以最純淨輕柔、悅耳動人的旋律給予聽眾美麗宛如身置在幻想世界的錯覺 – 簡單、真摯而夢幻。

## 成員介紹
20歲的主唱Sandra Nurmsalu有兩個興趣——唱歌以及小提琴。而Urban Symphony給予她將之結合在一起的機會。除了擁有十年小提琴的底子，Sandra曾經在民謠團體“Pillipiigad”中負責演奏歌唱，另外她以前有三年的時間是民謠樂團Virre的成員。
Johanna Mängel早在她6歲時，大提琴就是她生命中的一部份。在鑽研古典音樂之外，在她天生的愛好驅使下，Johanna不只待過許多管弦樂團，也為一些搖滾樂團演奏，如:Aides、Slide-Fifty、Vennaskond。除了樂器演奏，Johanna也熱衷於作曲、服裝設計以及電影，另外她也撰寫音樂雜誌對各種音樂活動的評論報導。
最年輕的成員是16歲的Mari Möldre，也是在6歲時開始學大提琴。雖然說Mari的年紀小，但她總是很投入音樂，不但會大提琴，她也擅長歌唱和鋼琴。她參加過許多音樂企劃案以及演出，令她在年輕時就到過世界各地，遠至澳洲。除了音樂，研究建築和繪畫是Mari的興趣。
中提琴手Mann Helstein在10歲時開始學小提琴。如今，21歲的她經常跟隨很多管弦樂團在歐洲各地演出。此外，她最近開始主修環境管理學。
音樂製作人Sven Lõhmus之前就曾經為2005年歐洲歌唱大賽寫過Suntribe的《Let's Get Loud》，但可惜不是很成功。Marilin Kongo曾以歌曲《Be 1st》參加2006年Eurolaul，是當時為了歐洲歌唱大賽而進行的資格賽選拔（Eurolaul為Eestilaul的前身）。Mirjam Mesak曾經跟Gerli Padar共同在2007年歐洲歌唱大賽的舞台上演出。

## 成員列表
- Sandra Nurmsalu（主唱、小提琴）
- Mann Helstein（中提琴）
- Johanna Mängel（大提琴）
- Mari Möldre（大提琴）

## 作品列表

### 單曲
- 《Rändajad》（2009）
- 《Päikese poole》（2009）